# Municipio de Arjanes-Asterusia
Arjanes-Asterusia (griego: Αρχάνες-Αστερούσια) es un municipio de la República Helénica perteneciente a la unidad periférica de Heraclión de la periferia de Creta.
El municipio se formó en 2011 mediante la fusión de los antiguos municipios de Arjanes, Asterusia y Nikos Kazantzakis, que pasaron a ser unidades municipales. La capital municipal es el pueblo de Pezá en la unidad municipal de Nikos Kazantzakis. El municipio tiene un área de 337,1 km².
En 2011 el municipio tiene 16 692 habitantes.
Se encuentra en el centro-este de la isla de Creta, al sur de Heraclión. Su salida al mar está en la costa meridional de la isla.